# Landtagswahl in Bayern 1932
- KPD: 8
- SPD: 20
- BB: 9
- BVP: 45
- DNVP: 3
- NSDAP: 43

Die fünfte Wahl zum Bayerischen Landtag fand am 24. April 1932 statt.

## Ergebnis
| Partei                                         | Stimmenanteil | Sitze |
| ---------------------------------------------- | ------------- | ----- |
| Bayerische Volkspartei                         | 32,55 %       | 45    |
| Nationalsozialistische Deutsche Arbeiterpartei | 32,52 %       | 43    |
| Sozialdemokratische Partei Deutschlands        | 15,45 %       | 20    |
| Kommunistische Partei Deutschlands             | 6,64 %        | 8     |
| Bayerischer Bauern- und Mittelstandsbund       | 6,46 %        | 9     |
| DNVP / Deutsche Volkspartei der Pfalz          | 3,27 %        | 3     |
| DVP in Bayern / Wirtschaftspartei              | 1,69 %        |       |
| Christlich-Sozialer Volksdienst                | 1,08 %        |       |
| Sozialistische Arbeiterpartei Deutschlands     | 0,34 %        |       |
| Werktätige Volkspartei                         | 0,01 %        |       |

### Regierung
Der seit 1924 amtierende Ministerpräsident Heinrich Held bildete das Kabinett Held II.

## Quelle
- Landtagswahl 1932 auf gonschior.de
- Landtagswahl in Bayern 1932 in der Parlamentsdatenbank beim Haus der Bayerischen Geschichte